# Hæðin
Hæðin är en ås i republiken Island. Den ligger i regionen Västfjordarna, 210 km norr om huvudstaden Reykjavík.